# Unzen, Nagasaki
Unzen (雲仙市 (Vân Tiên thị) Unzen-shi) là một thành phố thuộc tỉnh Nagasaki, Nhật Bản. Thành phố này được thành lập vào ngày 11 tháng 10 năm 2005 sau khi sáp nhập các thị trấn Aino, Azuma, Chidiwa, Kunimi, Minamikushiyama, Mizuho và Obama, tất cả thuộc huyện Minamitakaki. Unzen nằm ở mũi phía bắc của bán đảo Shimabara nhìn ra vịnh Ariake ở phía đông, và núi Unzen ở phía nam.

## Du lịch
Obama Onsen nằm trong thành phố Unzen.

## Thành phố kết nghĩa
- Gurye, Hàn Quốc